# آدم بيدل (لاعب كرة قدم)
آدم بيدل (بالإنجليزية: Adam Bedell)‏ هو لاعب كرة قدم أمريكي في مركز الهجوم، ولد في 1 ديسمبر 1991 في ليفونيا في الولايات المتحدة. لعب مع أورلاندو سيتي وريتشموند كيكرز وكولومبوس كرو.

## وصلات خارجية
- آدم بيدل على موقع الدوري الأمريكي (الإنجليزية)
- آدم بيدل على موقع قاعدة بيانات كرة القدم.إي يو (الإنجليزية)
- آدم بيدل على موقع Soccerway.com (الإنجليزية)